# 美國國家女子籃球隊
美國國家女子籃球隊為奧運女子籃球的衛冕冠軍。球隊成員都是WNBA和美國女子大學比賽的頂尖球員。本隊贏得過10屆奧運的金牌和11屆女子世界盃籃球賽的冠軍。

## 金牌
- 奧運金牌：1984, 1988, 1996, 2000, 2004, 2008, 2012, 2016, 2020, 2024
- 世錦賽冠軍：1953, 1957, 1979, 1986, 1990, 1998, 2002, 2010, 2014, 2018, 2022

1. ↑  . FIBA. 2025年2月9日  [2025年2月9日].